# Hockey su ghiaccio ai XXIII Giochi olimpici invernali - Qualificazioni al torneo maschile
Al torneo maschile di hockey su ghiaccio sono qualificate di diritto le prime otto squadre del ranking IIHF, rilevato dopo il mondiale 2015: Canada, Finlandia, Repubblica Ceca, Russia, Slovacchia, Stati Uniti, Svezia e Svizzera. A queste si aggiunge la Corea del Sud, in qualità di paese ospitante.
Le altre tre si sono qualificate dai tre tornei di qualificazione, a loro volta preceduti da tre tornei di prequalificazione e quattro tornei preliminari.
Le qualificazioni si sono svolte dal 1° al 4 settembre 2016, le prequalificazioni dall'11 al 14 febbraio 2016, i tornei del turno preliminare dal 5 all'8 novembre 2015.

## Squadre qualificate
| Evento                        | Date                           | Luogo           | Partecipanti | Qualificate                                                              |
| ----------------------------- | ------------------------------ | --------------- | ------------ | ------------------------------------------------------------------------ |
| Paese ospitante               | 19 settembre 2014              |                 | 1            | Corea del Sud                                                            |
| Classifica mondiale IIHF 2015 | 2 aprile 2012 – 17 maggio 2015 | Praga e Ostrava | 8            | Finlandia Svezia Canada Russia Stati Uniti Rep. Ceca Svizzera Slovacchia |
| Qualificazione - Gruppo D     | 1–4 settembre 2016             | Minsk           | 1            | Slovenia                                                                 |
| Qualificazione - Gruppo E     | 1–4 settembre 2016             | Riga            | 1            | Germania                                                                 |
| Qualificazione - Gruppo F     | 1–4 settembre 2016             | Oslo            | 1            | Norvegia                                                                 |
| Totale                        |                                |                 | 12           |                                                                          |

## Seedingper l'accesso alle qualificazioni
Per qualificarsi direttamente, una nazionale doveva essere nei primi otto posti del ranking al termine del campionato mondiale 2015. Le squadre che volessero prendere parte ai tornei, avevano tempo fino ad aprile 2015 per iscriversi. 

### Sistema di punteggio del ranking IIHF
| Pos.  | 1    | 2    | 3    | 4    | 5    | 6    | 7    | 8    | 9   | 10  | 11  | 12  | 13  | 14  | 15  | 16  | 17  | 18  | 19  | 20  | ... |
| Punti | 1200 | 1160 | 1120 | 1100 | 1060 | 1040 | 1020 | 1000 | 960 | 940 | 920 | 900 | 880 | 860 | 840 | 820 | 800 | 780 | 760 | 740 | ... |

I punteggi relativi ai tornei del più recente negli anni presi in considerazione vengono presi per intero; quelli relativi al secondo anno, vengono conteggiati per il 75%; quelli relativi al terzo anno, vengono conteggiati al 50%; quelli relativi al quarto anno per il 25%.

### Ranking al termine del mondiale 2015
|  | Qualificata direttamente al Torneo olimpico                    |
|  | Compete nelle qualificazioni a partire dal torneo finale       |
|  | Compete nelle qualificazioni a partire dalle prequalificazioni |
|  | Compete nelle qualificazioni a partire dal turno preliminare   |

| Posizione | Nazionale            | WC 2015 | WC 2014 | OI 2014 | WC 2013 | WC 2012 | Totale |
| --------- | -------------------- | ------- | ------- | ------- | ------- | ------- | ------ |
| 1         | Canada               | 1200    | 795     | 900     | 530     | 265     | 3690   |
| 2         | Russia               | 1160    | 900     | 795     | 520     | 300     | 3675   |
| 3         | Svezia               | 1060    | 840     | 870     | 600     | 260     | 3630   |
| 4         | Finlandia            | 1040    | 870     | 840     | 550     | 275     | 3575   |
| 5         | Stati Uniti          | 1120    | 780     | 825     | 560     | 255     | 3540   |
| 6         | Rep. Ceca            | 1100    | 825     | 780     | 510     | 280     | 3495   |
| 7         | Svizzera             | 1000    | 705     | 720     | 580     | 230     | 3235   |
| 8         | Slovacchia           | 960     | 720     | 690     | 500     | 290     | 3160   |
| 9         | Bielorussia          | 1020    | 765     | 645     | 430     | 215     | 3075   |
| 10        | Lettonia             | 880     | 690     | 750     | 460     | 235     | 3015   |
| 11        | Norvegia             | 920     | 675     | 675     | 470     | 250     | 2990   |
| 12        | Francia              | 900     | 750     | 600     | 440     | 240     | 2930   |
| 13        | Germania             | 940     | 645     | 630     | 480     | 225     | 2920   |
| 14        | Slovenia             | 820     | 600     | 765     | 410     | 200     | 2795   |
| 15        | Danimarca            | 860     | 660     | 585     | 450     | 220     | 2775   |
| 16        | Austria              | 840     | 585     | 705     | 420     | 195     | 2745   |
| 17        | Kazakistan           | 800     | 615     | 660     | 400     | 205     | 2680   |
| 18        | Italia               | 720     | 630     | 615     | 390     | 210     | 2565   |
| 19        | Ungheria             | 780     | 540     | 525     | 380     | 190     | 2415   |
| 20        | Giappone             | 740     | 570     | 480     | 370     | 185     | 2345   |
| 21        | Ucraina              | 700     | 555     | 540     | 340     | 175     | 2310   |
| 22        | Polonia              | 760     | 510     | 510     | 330     | 165     | 2275   |
| Ospitante | Corea del Sud        | 680     | 525     | 495     | 360     | 170     | 2230   |
| 23        | Regno Unito          | 660     | 465     | 570     | 350     | 180     | 2225   |
| 24        | Paesi Bassi          | 580     | 450     | 555     | 320     | 160     | 2065   |
| 25        | Lituania             | 640     | 480     | 465     | 300     | 150     | 2035   |
| 26        | Croazia              | 620     | 495     | 405     | 280     | 130     | 1930   |
| 27        | Romania              | 560     | 435     | 435     | 310     | 155     | 1895   |
| 28        | Estonia              | 600     | 420     | 420     | 290     | 140     | 1870   |
| 29        | Serbia               | 520     | 390     | 375     | 240     | 120     | 1645   |
| 30        | Spagna               | 500     | 330     | 450     | 230     | 135     | 1645   |
| 31        | Messico              | 400     | 315     | 390     | 200     | 95      | 1400   |
| 32        | Israele              | 360     | 345     | 360     | 220     | 90      | 1375   |
|           | Belgio               | 540     | 360     | 0       | 270     | 110     | 1280   |
| 33        | Islanda              | 480     | 405     | 0       | 260     | 125     | 1270   |
|           | Australia            | 460     | 375     | 0       | 250     | 145     | 1230   |
|           | Nuova Zelanda        | 420     | 300     | 0       | 210     | 115     | 1045   |
| 34        | Cina                 | 440     | 285     | 0       | 190     | 105     | 1020   |
| 35        | Bulgaria             | 380     | 240     | 0       | 170     | 100     | 890    |
|           | Sudafrica            | 340     | 270     | 0       | 160     | 85      | 855    |
|           | Turchia              | 300     | 255     | 0       | 180     | 80      | 815    |
|           | Corea del Nord       | 320     | 225     | 0       | 150     | 75      | 770    |
|           | Lussemburgo          | 280     | 210     | 0       | 140     | 70      | 700    |
|           | Emirati Arabi Uniti  | 220     | 180     | 0       | 110     | 0       | 510    |
| 36        | Georgia              | 240     | 165     | 0       | 90      | 0       | 495    |
|           | Hong Kong            | 260     | 195     | 0       | 0       | 0       | 455    |
|           | Bosnia ed Erzegovina | 200     | 0       | 0       | 0       | 0       | 200    |

- Tre nazionali che hanno raccolto punti per il ranking, ma non partecipano ai tornei IIHF sono escluse dall'elenco: Irlanda Grecia e Mongolia.
- Le nazioni cui non è assegnata una posizione hanno scelto di non prendere parte alle qualificazioni olimpiche.

## Preliminari
Le due squadre col ranking più basso si sono affrontate in uno spareggio, per limitare a 8 il numero delle squadre partecipanti al turno preliminare. L'incontro si è tenuto a Sofia il 10 ottobre 2015. Il turno preliminare si è poi tenuto dal 5 all'8 novembre 2015.

### Spareggio
| Arbitro: | Tomáš Orolin |

| |           |                             |
| Boyadjiev (Bozhanov) (SH) 03:37 Boyadjiev (Gatchev, Bozhanov) 12:24 Gatchev (Boyadjiev, Mihov) 20:55 Semkov (Tchaliov, Mihov) 21:28 Mihov (Boyadjiev) 33:08 Mihov (Boyadjiev, Gatchev) 40:36 Stefanov (Boyadjiev, Gatchev) (SH) 45:58 Gatchev (Boyadjiev, Mihov) 49:05 Gatchev (Blagoev, Boyadjiev) (PP) 55:56 | Marcatori | 07:19 Dumbadze (Oganeziani) |

### Gruppo K
Gli incontri del gruppo K sono stati giocati a Tallinn, Estonia.
| Pos. | Nazionale | Pt | G | V | VOT | POT | P | GF | GS | DR  |
| ---- | --------- | -- | - | - | --- | --- | - | -- | -- | --- |
| 1.   | Estonia   | 9  | 3 | 3 | 0   | 0   | 0 | 58 | 4  | +54 |
| 2.   | Messico   | 6  | 3 | 2 | 0   | 0   | 1 | 16 | 15 | +1  |
| 3.   | Israele   | 3  | 3 | 1 | 0   | 0   | 2 | 6  | 26 | -23 |
| 4.   | Bulgaria  | 0  | 3 | 0 | 0   | 0   | 3 | 4  | 39 | -35 |

| Arbitro: | Dean Smith |

| |           |                                                          |
| J. Pérez (Tommasi) 11:20 Tommasi (Ortega) (SH) 30:27 J. Pérez (Gómez) 39:26 Gómez 39:50 Gómez (González, Chabat) (PP) 46:02 Gómez (Arroyo, Chabat) (PP) 51:38 J. Pérez (González) 54:48 Díaz 59:45 | Marcatori | 20:14 – Iskrenov (Boyadjiev, Stefanov) 34:04 Semkov (SH) |

| Arbitro: | Lassi Heikkinen |

|                              |           | |
| Revniaga (Natalchenko) 43:05 | Marcatori | 01:52 Kuznetsov (Lahesalu, Rooba) 04:06 Gornostajev (Titarenko) 11:48 Fedoruk (Võrang, Lahesalu) 13:35 Lahesalu (Titarenko, Rooba) (PP) 16:55 Võrang (Sorokin, Sildre) 17:52 Rooba (Gornostajev, Titarenko) 28:29 Rooba (Kozõrev) 29:04 Lahesalu (Rooba, Gornostajev) 30:42 Russ 34:51 Lukats (Russ, Lahesalu) 38:13 Rooba (Titarenko, Lahesalu) (PP) 41:25 Fedoruk (Võrang, Kuznetsov) 42:28 Sorokin (Minin, Russ) 45:10 Lukats (Sorokin, Sildre) (PP) 45:26 Sorokin (Russ, Lukats) 51:15 Kuznetsov (Rooba) 54:52 Gornostajev (Titarenko, Sildre) 56:19 Lukats (Russ, Rõbuškin) (SH) 57:37 Gornostajev (Rooba, Kerna) |

| Arbitro: | Stian Halm |

| |           |  |
| Chabat (González, Arroyo) (PP) 08:43 Chabat (Arroyo, Ugarte) (PP) 16:58 Smithers (Gómez) 24:36 Chabat (Gómez, Arroyo) (PP) 50:25 Ugarte 56:25 | Marcatori |  |

| Arbitro: | Dean Smith |

| |           |  |
| Kuznetsov (Fedoruk, Võrang) 01:16 Rooba 03:14 Titarenko (Rooba, Gornostajev) 06:15 Sinikas (Titarenko, Rooba) 06:39 Arrak (Kerna) 08:57 Auksi (Võrang, Kuznetsov) 10:43 Rooba (Titarenko, Gornostajev) 13:19 Arrak (Kozõrev) 16:11 Titarenko (Sildre, Rooba) 17:00 Arrak (Teppan) 19:18 Kozõrev (Rõbuškin, Lahesalu) 24:07 Rooba (Gornostajev) 24:51 Arrak (Teppan) 27:22 Titarenko (Rooba, Sinikas) 27:35 Gornostajev (Kerna, Minin) 31:51 Rooba (Rõbuškin, Titarenko) 34:33 Teppan (Kerna, Kozõrev) (PP) 36:54 Sorokin (Minin, Kerna) 37:04 Rooba (Titarenko) 40:40 Titarenko (Gornostajev, Rooba) 43:38 Titarenko (Rooba, Minin) 47:14 Võrang (Kuznetsov) (PP) 53:13 Russ (Kerna, Sorokin) 53:48 Russ (Sorokin, Sinikas) 54:09 Arrak (Kozõrev, Lahesalu) 54:43 Kuznetsov (Fedoruk, Võrang) 59:43 | Marcatori |  |

| Arbitro: | Stian Halm |

|                                    |           | |
| Boyadjiev (SH) 17:42 Hristov 45:09 | Marcatori | 24:47 Spektor 50:24 Spektor (Kafri, Revniaga) 55:07 Aharonovich (Raiter) (SH) 58:43 Spektor (Aharonovich) (ENG) 59:10 Kafri (Sherf) |

| Arbitro: | Lassi Heikkinen |

| |           |                                                                                            |
| Fedoruk (Kuznetsov, Minin) 12:22 Lukats (Lahesalu) 13:05 Võrang (Kuznetsov, Lahesalu) 14:57 Rooba (Lahesalu) (PP) 22:24 Rooba (Gornostajev) 28:09 Rooba (Gornostajev, Titarenko) 32:04 Sorokin (Minin, Lukats) (EA) 43:09 Arrak (Kozorev, Robushkin) 48:15 Gornostajev (Rooba, Sildre) 48:31 Minin (Titarenko, Gornostajev) 49:23 Sorokin (Lukats) (EA) 51:08 Teppan (Kozorev, Minin) 51:35 Minin (Rooba) 56:04 | Marcatori | 10:29 Martínez (Gómez) (SH) 30:39 Arroyo (Gómez, Martínez) 39:45 Chabat (Ugarte, González) |

### Gruppo L
Gli incontri del gruppo L si sono svolti a Valdemoro, Spagna.
| Pos. | Nazionale | Pt | G | V | VOT | POT | P | GF | GS | DR  |
| ---- | --------- | -- | - | - | --- | --- | - | -- | -- | --- |
| 1.   | Serbia    | 8  | 3 | 2 | 1   | 0   | 0 | 15 | 8  | +7  |
| 2.   | Spagna    | 6  | 3 | 2 | 0   | 0   | 1 | 18 | 9  | +9  |
| 3.   | Islanda   | 4  | 3 | 1 | 0   | 1   | 1 | 18 | 13 | +5  |
| 4.   | Cina      | 0  | 3 | 0 | 0   | 0   | 3 | 5  | 26 | -21 |

| Arbitro: | Damien Bilek |

| |                | |
| Bjarnason (PP) 07:37 Andrésson (Leifsson, B. Árnason) 16:18 Leifsson (PS) 46:21< br>Björnsson (Alengaard) (SH) 50:37 | Marcatori      | 01:30 Milovanović (Janković, Glavonjić) 16:01 Vučurević (Glavonjić) 37:25 Filipović (Vučurević) 47:24 Milovanović (Brkušanin, Filipović) (PP) |
| | Shootout 0 – 1 | |

| Arbitro: | Luka Kamšek |

| |           |                |
| Solózano (Carbonell, P. González) 05:27 Ubieto (A. García, Carbonell) 06:26 Anglés (A. Betran, García-Arias) 22:59 Puyuelo (G. Betran) 23:31 Carbonell (Fuentes, G. González)(PP) 28:07 P. Muñoz(PP) 31:33 A. Vea (García-Arias) 35:57 Solórzano (P. González) 36:50 J. Muñoz (Palacin, Pedraz)(PP) 47:13 Fuentes (Palacin, G. González)(PP) 55:03 | Marcatori | 29:01 Xia (Qu) |

| Arbitro: | Luka Kamšek |

| |           |                     |
| Milovanović (Janković) 04:21 Luković (Glavonjić, Janković) 11:25 Popravka (Filipović, Vučurević) 13:58 Raković (P. Novaković, Ristić) 19:57 Popravka (Filipović, Vučurević) 24:18 | Marcatori | 24:06 Yang (Liu Q.) |

| Arbitro: | Andrea Moschen |

| |           | |
| P. Muñoz (G. González, Fuentes) 10:27 A. García (Pedraz) 14:35 Pedraz (A. García, Fuentes) 24:41 P. González (Solózano, Fuentes) 36:09 G. González (Solórzano) (PP) 54:15 | Marcatori | 03:34 Mikaelsson (Bergmann, B. Árnason) 21:47 Guðnason (Pálsson) 48:02 Leifsson (I. Árnason, Ingason) |

| Arbitro: | Andrea Moschen |

|                                                                              |           | |
| Bao (Guan, Yang) 35:31 Liu L. (Hu, Xia T.) (PP) 51:57 Hu (Liu L.) (SH) 59:36 | Marcatori | 01:44 Hedström (Leifsson, Bjarnason) 07:40 I. Árnason (Mikaelsson) 08:48 Pálsson (I. Árnason, Mikaelsson) 13:56 I. Árnason (Gíslason, Leifsson) (PP2) 14:37 Hedström (Alengaard, Leifsson) (PP2) 15:32 Pálsson (Mikaelsson, Leifsson) (PP) 15:54 Helgason (þormóðsson, Andrésson) 33:08 Maack (Mikaelsson) 34:02 Hedström (Björnsson) 42:24 Hedström (Alengaard) 52:39 Hedström (Björnsson, I. Árnason) |

| Arbitro: | Damien Bilek |

| |           | |
| Filipović (U. Novaković, Vučurević) 27:29 Filipović (Vučurević, U. Novaković) 36:31 Popravka (Filipović) 44:56 Milovanović (Brkušanin) 57:26 Brkušanin (SH, ENG) 59:41 | Marcatori | 11:51 G. Betran (Alcaine) (PP) 17:48 Fuentes (Solózano, G. González) 50:27 Pedraz (Ubieto, Fuentes) |

## Prequalificazioni
I tre round robin saranno giocati tra l'11 ed il 14 febbraio 2016. Le nazionali classificate al 18º, 19º e 20º posto hanno avuto il diritto di organizzare un girone ciascuna. Le vincitrici di ciascun gruppo avanzerà al turno finale delle qualificazioni.

### Gruppo G
Gli incontri del gruppo G si sono svolti a Cortina d'Ampezzo, Italia.
| Pos. | Nazionale   | Pt | G | V | VOT | POT | P | GF | GS | DR  |
| ---- | ----------- | -- | - | - | --- | --- | - | -- | -- | --- |
| 1.   | Italia      | 9  | 3 | 3 | 0   | 0   | 0 | 18 | 4  | +14 |
| 2.   | Regno Unito | 6  | 3 | 2 | 0   | 0   | 1 | 14 | 11 | +3  |
| 3.   | Paesi Bassi | 3  | 3 | 1 | 0   | 0   | 2 | 14 | 13 | +1  |
| 4.   | Serbia      | 0  | 3 | 0 | 0   | 0   | 3 | 5  | 21 | -16 |

| Arbitri: | Marcus Brill Andreas Harnebring |

| |           | |
| Cowley (O'Connor, D. Phillips) 03:35 Phillips (O'Connor, Boxill) 17:12 O'Connor 28:23 Tait (Lee) 36:01 Shields (Lee, Richardson) 49:17 Richardson (J. Phillips, Peacock) 55:48 | Marcatori | 02:57 Wurm (M. Bruijsten, Nagtzaam) (PP) 33:06 K. Bruijsten (Oosterveld) 34:01 Brekelmans (Dalhuisen, Wurm) 43:22 M. Bruijsten (Dalhuisen, Hagemeijer) 51:08 Hagemeijer (Nagtzaam) |

| Arbitri: | Petri Lindqvist Ladislav Smetana |

| |           |  |
| Marchetti (Devergilio, Gander) 01:00 Plastino (Insam) 12:46 Devergilio (Zanette, Larkin) 16:40 Frank (Andergassen, Helfer) 32:59 Gander (Marchetti, Zanette) 35:31 Egger (Ant. Bernard, Ramoser) (PP) 36:30 D. Kostner 42:54 Plastino 51:58 | Marcatori |  |

| Arbitri: | Andreas Harnebring Ladislav Smetana |

| |           |                                                          |
| Shields (Swindlehurst) 04:28 Davies (Lachowicz) 11:27 Boxill (D. Phillips, Shields) 29:50 Clarke (Lee, Lachowicz) (PP2) 35:27 Clarke (Peacock, Shields) (PP) 54:54 Lachowicz (Myers) (SH) 59:37 | Marcatori | 08:03 Raković (Zwick) 25:44 Bjelogrlić (Filipović) (PP2) |

| Arbitri: | Marcus Brill Petri Linqvist |

|                                                        |           | |
| Marx (Dalhuisen) 02:39 Hagemeijer (M. Bruijsten) 20:08 | Marcatori | 00:39 Insam 09:55 D. Kostner (S. Kostner, Helfer) 33:11 Devergilio (Helfer, Zanette) 51:53 Frigo (D. Kostner) |

| Arbitri: | Andreas Harnebring Petri Lindqvist |

|                                                                            |           | |
| Dujmić 24:59 Vučurević (Popravko) 29:59 Filipović (Milovanović) (SH) 54:58 | Marcatori | 00:56 M. Bruijsten (Nagtzaam) 16:25 M. Bruijsten (Collier, Nagtzaam) 37:58 Nagtzaam (M. Bruijsten) (PP) 39:11 Dalhuisen 55:18 Dalhuisen (Stempher) (PP) 55:51 Staats (Wurm, Brekelmans) 57:19 K. Bruijsten (Stempher, Dalhuisen) |

| Arbitri: | Marcus Brill Ladislav Smetana |

| |           |                                                                          |
| Egger (Ramoser) (PP) 08:15 Ant. Bernard (Egger, Ramoser) (PP) 10:05 S. Kostner (Borgatello, Helfer) 15:26 Borgatello (Insam) 35:56 Gellert (Plastino) 47:23 Ramoser (Ant. Bernard, Insam) (ENG) 59:26 | Marcatori | 38:25 Tait (D. Phillips, Lee) (PP) 45:01 Clarke (O'Connor, Shields) (PP) |

### Gruppo H
Gli incontri del gruppo H si sono svolti a Budapest, Ungheria.
| Pos. | Nazionale | Pt | G | V | VOT | POT | P | GF | GS | DR  |
| ---- | --------- | -- | - | - | --- | --- | - | -- | -- | --- |
| 1.   | Polonia   | 8  | 3 | 2 | 1   | 0   | 0 | 16 | 3  | +13 |
| 2.   | Ungheria  | 7  | 3 | 2 | 0   | 1   | 0 | 11 | 2  | +9  |
| 3.   | Estonia   | 3  | 3 | 1 | 0   | 0   | 2 | 7  | 14 | -7  |
| 4.   | Lituania  | 0  | 3 | 0 | 0   | 0   | 3 | 2  | 17 | -15 |

| Arbitri: | Pavel Hodek Daniel Stricker |

| |           |                                                       |
| Wronka (Bepierszcz) 01:50 Chmielewski (Pasiut, Łopuski) (PP) 15:00 Guzik (Wajda) 18:53 Bepierszcz (Dziubiński) 21:41 Kolusz (Malasiński) 23:06 Rompkowski (Dziubiński, Chmielewski) 45:33 | Marcatori | 20:50 Petrov (Makrov, Shvarogin) 43:08 Petrov (Rooba) |

| Arbitri: | Michael Hicks Linus Öhlund |

|  |           | |
|  | Marcatori | 14:25 Galló (Benk, K. Nagy) 27:43 Hári (Bartalis) 42:34 Banham (Kóger, Sarauer) (PP) 45:09 Kiss (Sarauer) |

| Arbitri: | Linus Öhlund Daniel Stricker |

| |           |                |
| Chmielewski (Pasiut) 15:01 Chmielewski (Łopuski) 17:26 Zapala (Malasiński) 20:35 Urbanowicz (Dronia) 23:12 Dziubiński (Kotlorz) (PP) 25:29 Malasiński 37:29 Dziubinski (Pociecha, Wronka) (PP) 39:42 Zapala (Rompkowski, Kolusz) 40:33 Bepierszcz (Wronka, Kruczek) 52:20 | Marcatori | 55:05 Bogdziul |

| Arbitri: | Michael Hicks Pavel Hodek |

| |           |                      |
| Sofron (Kóger, Sarauer) 01:50 Galló (Gõz) 15:12 Sofron (Kóger, Sarauer) (PP) 23:31 Banham (Hári) 31:51 Vincze (K. Nagy) 43:15 Vincze (Kóger, Sofron) (PP) 56:27 Sarauer (Vincze) (PP) 58:33 | Marcatori | 26:45 Rooba (Makrov) |

| Arbitri: | Michael Hicks Pavel Hodek |

| |           |                                        |
| Makrov (Petrov, Rooba) 00:43 Shvarogin (Rooba) (PP) 02:34 Konyshev (Sorokin) 15:56 Makrov (Petrov) (PP) 43:59 | Marcatori | 13:24 Nomanovas (Katulis, Kieras) (PP) |

| Arbitri: | Linus Öhlund Daniel Stricker |

|  |                |  |
|  | Shootout 0 – 1 |  |

### Gruppo J
Gli incontri del gruppo J si sono svolti a Sapporo, Giappone.
| Pos. | Nazionale | Pt | G | V | VOT | POT | P | GF | GS | DR  |
| ---- | --------- | -- | - | - | --- | --- | - | -- | -- | --- |
| 1.   | Giappone  | 9  | 3 | 0 | 0   | 0   | 0 | 12 | 1  | +11 |
| 2.   | Ucraina   | 6  | 3 | 2 | 0   | 0   | 2 | 10 | 2  | +8  |
| 3.   | Croazia   | 3  | 3 | 1 | 0   | 0   | 2 | 4  | 10 | -6  |
| 4.   | Romania   | 0  | 3 | 0 | 0   | 0   | 3 | 1  | 14 | -13 |

| Arbitri: | Péter Gebei Alexey Ravodin |

|                                                                                                |           |  |
| Luhovy (Kuzmik, Mikhnov) – 29:32 Mikhnov (Bondaryev) – 38:19 Gnidnko (Isayenko, Kicha) – 54:35 | Marcatori |  |

| Arbitri: | Stephen Reneau Gordon Schukies |

|  |           |                                                                                          |
|  | Marcatori | 34:50 – Osawa (Hashiba) (EA) 55:39 – Osawa (Mitamura, Hashimoto) 55:39 – Tanaka (Hirano) |

| Arbitri: | Alexey Ravodin Gordon Schukies |

| |           |  |
| Gnidenko (Kicha, Petrangovsky) – 01:00 Pobyedonostsev (Bondaryev) – 07:28 Petrangovsky (Kicha) – 15:42 Kicha (Petrangovsky, Gnidenko) (PP) – 24:06 Blagy (Mikhnov, Bondaryev) – 49:21 Bondaryev (Andreikiv, Blagy) – 59:55 | Marcatori |  |

| Arbitri: | Peter Gebei Stephen Reneau |

| |           |  |
| Kuji (Obara, Takahashi) – 25:29 Hirano (Tanaka, Yanadori) – 33:23 Ueno (Haga, Taka. Yamashita) – 35:29 Nishiwaki (Obara, Kuji) – 36:18 Obara (Kuji, Takahashi) – 37:03 Kuji (Obara) (PP) – 52:08 Taku. Yamashita (Ueno, Nishiwaki) – 57:23 | Marcatori |  |

| Arbitri: | Péter Gebei Gordon Schukies |

|                             |           | |
| Molnár (Constantin) – 26:30 | Marcatori | 06:59 – Kanaet (Šakić, Blagus) 31:08 – Mikulić (Janković, Mirić) 39:09 – Novak (Puzić) 58:53 – Šakić (Kanaet) (ENG) |

| Arbitri: | Alexey Ravodin Stephen Reneau |

|                                                                   |           |                                 |
| Takagi (Osawa, Taka. Yamashita) – 46:19 Obara (Ueno) (PP) – 50:32 | Marcatori | 54:36 – Petrangovsky (Gnidenko) |

## Tornei di qualificazione

### Gruppo D
Gli incontri del gruppo D si sono svolti a Minsk, Bielorussia.
| Pos. | Nazionale   | Pt | G | V | VOT | POT | P | GF | GS | DR  |
| ---- | ----------- | -- | - | - | --- | --- | - | -- | -- | --- |
| 1.   | Slovenia    | 8  | 3 | 2 | 1   | 0   | 0 | 12 | 3  | +9  |
| 2.   | Bielorussia | 7  | 3 | 2 | 0   | 1   | 0 | 12 | 8  | +6  |
| 3.   | Danimarca   | 3  | 3 | 1 | 0   | 0   | 2 | 7  | 10 | -3  |
| 4.   | Polonia     | 0  | 3 | 0 | 0   | 0   | 3 | 6  | 16 | -10 |

### Gruppo E
Gli incontri del gruppo E si sono svolti a Riga, Lettonia.
| Pos. | Nazionale | Pt | G | V | VOT | POT | P | GF | GS | DR  |
| ---- | --------- | -- | - | - | --- | --- | - | -- | -- | --- |
| 1.   | Germania  | 9  | 3 | 3 | 0   | 0   | 0 | 14 | 2  | +12 |
| 2.   | Lettonia  | 6  | 3 | 2 | 0   | 0   | 1 | 13 | 5  | +8  |
| 3.   | Austria   | 3  | 3 | 1 | 0   | 0   | 2 | 4  | 14 | -10 |
| 4.   | Giappone  | 0  | 3 | 0 | 0   | 0   | 3 | 1  | 11 | -10 |

### Gruppo F
Gli incontri del gruppo F si sono svolti a Oslo, Norvegia.
| Pos. | Nazionale  | Pt | G | V | VOT | POT | P | GF | GS | DR |
| ---- | ---------- | -- | - | - | --- | --- | - | -- | -- | -- |
| 1.   | Norvegia   | 7  | 3 | 2 | 0   | 1   | 0 | 9  | 6  | +3 |
| 2.   | Francia    | 5  | 3 | 1 | 1   | 0   | 1 | 7  | 4  | +3 |
| 3.   | Kazakistan | 5  | 3 | 1 | 1   | 0   | 1 | 8  | 9  | -1 |
| 4.   | Italia     | 1  | 3 | 0 | 0   | 1   | 2 | 4  | 9  | -5 |